# SCADA
SCADA (engl. supervisory control and data acquisition) predstavlja sistem za merenje, praćenje i kontrolu industrijskih sistema. Svaki proces u industriji koji ima smisla automatizovati je odličan kandidat za primenu SCADA sistema i mreža. 
Ovi sistemi, postoje u raznim oblicima od 60-tih godina, a od 90-tih godina 20. veka doživljavaju veliku ekspanziju sa pojavom sve bržih i efikasnijih računarskih i mikrokontrolerskih uređaja. Mogu se upotrebiti od npr. jednostavnog praćenja temperature, vlažnosti vazduha, pritiska, do npr. veoma kompleksnog praćenja i kontrole proizvodnih procesa fabrike ili saobraćaja na železnici.

## Koncept SCADA sistema
SCADA mreža se sastoji od jednog ili više MTU (engl. Master Terminal Unit)koji su zapravo računarske stanice opremljene odgovarajućim softverom i operativnim sistemom. Ove stanice operatori koriste za praćenje i kontrolu jedne ili više RTU (engl. Remote Terminal Unit). RTU je takođe računarski uređaj koji je obično namenjen za rad u industrijskim uslovima ili čak u ekstremnim kao što je npr. okruženje u vasioni. Njegov zadatak je da prikuplja informacije sa raznih digitalnih i analognih senzora i da prosleđuje komande uređajima koji na neki način menjaju stanje upravljanog sistema (razni step motori, generatori, releji i sl.). Često se za njihovu realizaciju koriste razni tipovi PLC (engl. Programmable Logic Controller).
Za prenos podataka između MTU i RTU se koristi neki od standardnih ili specijalizovanih medija kao što su Ethernet, Modbus, ProfiNET... Optički kablovi su idealni za realizaciju SCADA mreže jer nude potpunu zaštitu od emisije raznih zračenja koja bi mogla da dovede do prenosa pogrešnih informacija. U idealnom SCADA sistemu svi elementi su redundantni što dostupnost i pouzdanost sistema podiže na visok nivo.
Velika je raznolikost u SCADA implementacijama i dešava se da se funkcije MTU, RTU i ostalih delova sistema prepliću tako da je teško razlučiti specifične komponente. Ipak jedan od delova tzv. HMI (engl. Human Machine Interface) je svakako veoma lako prepoznati jer je njegova uloga da prezentuje informacije korisnicima SCADA pa je to najčešće računar sa softverom koji na jasan način prikazuje sve informacije o sistemu i realizuje njegovu upravljivost.

## Elementi SCADA sistema
SCADA sistemi obuhvataju širok spektar opreme, podsistema i tehničkih rešenja koji omogućavaju prikupljanje i obradu podataka o procesima (udaljenim sistemima), i reagovanje na adekvatan način. Upravljanje procesima, u opštem slučaju, može biti automatsko ili inicirano od strane operatera. 
SCADA sistem pripada klasi složenih hijerarhijskih sistema sa nekoliko izdvojenih celina:
- Merna oprema i izvršni organi,
- Udaljeni U/I moduli,
- Udaljene stanice,
- Sistem za komunikaciju, i
- Centralna stanica.

### Merna oprema i izvršni organi
Merna oprema i izvršni organi obuhvataju skup opreme instalirane na odgovarajućim uređajima na samom procesu koji SCADA sistem nadgleda i kojim upravlja. 
Merna oprema obuhvata različite instalirane senzore koji mere fizičke veličine (sila, temperatura, relativna vlažnost, dužina, broj obrtaja, brzina, nivo, slanost, intenzitet svetlosti i dr.) i pretvaraju ih u električne signale tj. u oblik koji je čitljiv udaljenim stanicama. Pomoću ove opreme se dobijaju informacije o funkcionisanju procesa i na osnovu njih se može uticati na poboljšanje poslovnih performansi. 
Izvršni organi su uređaji koji sprovode odgovarajuće korekcije i upravljačke akcije.

### Udaljeni U/I (ulazno/izlazni) moduli
Udaljeni U/I (ulazno/izlazni) moduli su instalirani na pojedinačnim elementima opreme i predstavljaju vezu između perifernih elemenata i računarskog sistema, koja se ostvaruje odgovarajućim sistemom komunikacija. 

### Udaljene stanice
Udaljene stanice su nezavisni mikroprocesorski uređaji koji obezbeđuju komunikaciju između merne opreme, izvršnih organa i centralne stanice. Podaci sa merne opreme se prenose ka centralnoj stanici a iz centralne stanice se prenose upravljačke komande ka izvršnim organima. Udaljena stanica nadzire i status procesne opreme i signalizira odgovarajuće alarme. 
Udaljene stanice su obično programabilni logički kontroleri PLC , koji poseduju aplikativni softver, mikroprocesor i komponente za kontrolu aktiviranja nekog uređaja. PLC su specijalizovani računari čiji operativni sistem omogućava da se jednostavno i u realnom vremenu obavi akvizicija velikog broja podataka, njihova osnovna obrada i prenos rezultata obrade na izvršne organe. 

### Sistem za komunikaciju
Sistem za komunikaciju obezbeđuje prenos informacija između udaljenih stanica i dispečerskog centra. Komunikacija između udaljenih stanica i centralne stanice, kao i između samih centralnih stanica, odvija se preko komunikacionog medijuma u zavisnosti od mogućnosti i zahteva korisnika. Lokalne mreže se zasnivaju na različitim topologijama (otvorene - magistrale, zatvorene – prsten, i point to point – zvezde). Moderni SCADA sistemi kombinuju različite komunikacione medijume i topologije u cilju formiranja snažnog informatičkog SCADA čvora. 

### Centralna stanica
Centralna stanica predstavlja centralno mesto SCADA sistema. Obično je opremljena PC računarom ili nekim snažnim računarskim sistemom na kome se realizuje nadzor i upravljanje procesom. Ti računari su podržani aplikacijom tipa MMI (engl. Man Machine Interface) koja omogućava interaktivan dijalog operatera sa računarom za konkretan sistem nadzora i upravljanja. Osnovu za donošenje odluka i upravljanje na ovom nivou čine podaci koji se prikupljaju sa udaljenih stanica i to periodično, inicirano određenim događajima ili na zahtev operatera.
Svi podaci se čuvaju u bazi podataka odakle se radi njihova prezentacija i generisanje upravljačkih akcija.
Na centralnoj stanici se definišu i prenose referentni signali, zadaju se recepture, sinhronizuju funkcije pojedinih podsistema, određuju reakcije na pojedine alarme, optimiziraju algoritmi itd. 
Jedna od osnovnih karakteristika SCADA sistema je centralizacija najprioritetnijih funkcija na nadzorno upravljačkoj jedinici. Naime, programska podrška u udaljenim stanicama osigurava akviziciju podataka i lokalno upravljanje procesom do nivoa koji se zadaje sa centralne stanice, ali se iniciranje svih kontrolnih funkcija i krajnja verifikacija njihovog izvršenja vrši u centralnoj stanici. 

## Arhitektura SCADA sistema
Postoje različiti tipovi arhitekture SCADA sistema, a neki od njih su:
- Centralizovani
- Distribuirani
- WASCAD sistemi

Centralizovani sistem podrazumeva skup mernih uređaja i opreme koji su direktno povezani sa centralnim računarom, koji prima i obrađuje informacije, radi nadzor i upravlja procesom. 
Distribuirani SCADA sistem obuhvata skup udaljenih stanica koje su lokalnom radio mrežom povezane sa upravljačkim centrom, odakle se realizuje nadzor i upravljanje procesima. 
WASCAD sistemi podrazumevaju geografski distribuirane SCADA sisteme koji funkcionišu po principu server–server ili server–klijent. Razmenom podataka između dva ili više nezavisnih SCADA sistema koji kontrolišu različite segmente istog tehnološkog procesa ili privrednog sistema, stiče se celovita slika o njegovom stanju. WASCAD je orijentisan na upravljanje kompleksnim poslovnim sistemima kod kojih je akcenat na hijerarhijskoj strukturi i superviziji procesa, zbog složenosti procesa i mogućnosti grešaka u komunikaciji. 
SCADA sistemi imaju veoma veliku primenu u različitim poslovnim sistemima i različitim oblastima, svuda gde je neophodno nadgledati i upravljati velikim skupom procesa. Primeri primene su u elektro-energetskim sistemima, vodoprivredi, industrijskim kompleksima, proizvodnji, saobraćaju i transportu, i dr. Struktura i arhitektura SCADA sistema zavise od konkretnih procesa i zahteva realnog poslovnog sistema.